# Calchani
Calchani (auch: Kolchay) ist eine Ortschaft im Departamento La Paz im südamerikanischen Andenstaat Bolivien.

## Lage im Nahraum
Calchani liegt in der Provinz Murillo und ist ein Ort im Cantón Palca im Municipio Palca. Die Ortschaft liegt auf einer Höhe von 3426 m am Ostrand des bolivianischen Altiplano, am Río Wila Pompa, der flussabwärts in den Río Cusanacu mündet.

## Geographie
Calchani liegt am Rande des Gebirgsmassivs des Illimani, welcher ein Teil der bolivianischen Cordillera Real ist. Das Klima der Region ist ein typisches Tageszeitenklima, bei dem die tägliche Schwankung der Temperaturen deutlicher ausfällt als die mittleren Temperaturunterschiede der Jahreszeiten.
Die mittlere Durchschnittstemperatur der Region liegt bei etwa 8 °C (siehe Klimadiagramm Palca) und schwankt nur unwesentlich zwischen 6 °C im Juni/Juli und 10 °C im November. Der Jahresniederschlag beträgt etwa 600 mm, bei einer ausgeprägten Trockenzeit von Mai bis August mit Monatsniederschlägen unter 15 mm, und einem Niederschlagsmaximum im Januar mit 120 mm.

## Verkehrsnetz
Calchani liegt 29 km südöstlich von La Paz und ist mit der Hauptstadt durch eine unbefestigte Landstraße verbunden. Die Straße führt durch den Cañon de Palca nach Palca und von dort flussaufwärts in das neun Kilometer entfernte Calchani.

## Bevölkerung
Die Einwohnerzahl der Ortschaft ist in dem Jahrzehnt zwischen den letzten beiden Volkszählungen um etwa ein Drittel angestiegen:
| Jahr | Einwohner         | Quelle       |
| ---- | ----------------- | ------------ |
| 1992 | keine Detaildaten | Volkszählung |
| 2001 | 155               | Volkszählung |
| 2012 | 201               | Volkszählung |
| 2024 |                   | Volkszählung |

Die Region weist einen hohen Anteil an Aymara-Bevölkerung auf, im Municipio Palca sprechen 94,1 Prozent der Bevölkerung Aymara.

## Persönlichkeiten
- Mariano Baptista Caserta (1832–1907), Präsident von Bolivien